# لوئیس پلیسر
لوئیس پلیسر (انگلیسی: Luis Pellicer; ۱۹ سپتامبر ۱۹۳۰ – ۱۴ مهٔ ۲۰۱۸) بازیکن فوتبال اهل اسپانیا بود.
از باشگاه‌هایی که در آن بازی کرده‌است می‌توان به باشگاه فوتبال اسپورتینگ خیخون و باشگاه فوتبال بارسلونا اشاره کرد.